# Munychryia periclyta
Munychryia periclyta là một loài bướm đêm thuộc họ Anthelidae. Loài này được Ian Francis Bell Common và Noel McFarland mô tả năm 1970. Loài này có ở Úc.